# Karlsbrücke w Norymberdze
Mosty Karola (z niem: Karlsbrücken) - średniowieczne mosty w Norymberdze nad rzeką Pegnitz. Północny lub dolny most Karola łączy północny brzeg rzeki z placem Trödelmarkt na wyspie o tej samej nazwie. Południowy lub górny most Karola łączy wyspę z południowym brzegiem. O ile dolny most zachował się w stanie z 1486, górny most otrzymał barokową formę, najpierw w 1603 na wzór Ponte Vecchio autorstwa Wolfa Jacoba Stromera, a potem w 1728 r. most zyskał obecną formę. W tym czasie też oba mosty otrzymały nazwę od cesarza Karola VI Habsburga.  

## Źródła
- Michael Diefenbacher, Rudolf Endres (Hrsg.): Stadtlexikon Nürnberg. 2., verbesserte Auflage. W. Tümmels Verlag, Nürnberg 2000, ISBN 3-921590-69-8, S. 518